# Orange (Vermont)
Orange es un pueblo ubicado en el condado de Orange en el estado estadounidense de Vermont. En el año 2010 tenía una población de 1.072 habitantes y una densidad poblacional de 10,61 personas por km².

## Geografía
Orange se encuentra ubicado en las coordenadas 44°9′11″N 72°23′27″O / 44.15306, -72.39083.

## Demografía
Según la Oficina del Censo en 2000 los ingresos medios por hogar en la localidad eran de $40,300 y los ingresos medios por familia eran $44,375. Los hombres tenían unos ingresos medios de $32,500 frente a los $22,614 para las mujeres. La renta per cápita para la localidad era de $16,356. Alrededor del 7.1% de la población estaba por debajo del umbral de pobreza.